# Maryon Pittman Allen
Maryon Pittman Allen (Meridian, 1925. november 30. – Birmingham, 2018. július 23.) az Amerikai Egyesült Államok szenátora (Alabama, 1978).